# Mike Bloom (Eishockeyspieler)
Michael Carroll „Mike“ Bloom (* 12. April 1952 in Ottawa, Ontario) ist ein ehemaliger kanadischer Eishockeyspieler, der im Verlauf seiner aktiven Karriere zwischen und unter anderem 201 Spiele für die Washington Capitals und Detroit Red Wings in der National Hockey League (NHL) auf der Position des linken Flügelstürmers bestritten hat. Seinen größten Karriereerfolg feierte Bloom jedoch in Diensten der Kansas City Blues mit dem Gewinn des Adams Cup der Central Hockey League (CHL).

## Karriere
Nachdem Bloom die Saison 1968/69 bei den North Bay Trappers in der unterklassigen Northern Ontario Junior Hockey League (NOJHL) verbracht hatte, wechselte der groß gewachsene Flügelstürmer im Sommer 1969 zu den St. Catharines Black Hawks in die Ontario Hockey Association (OHA). Diese hatten ihn in der Priority Selection der OHA ausgewählt. In seinem Rookiejahr gelangen ihm an der Seite von Marcel Dionne und Al McDonough 34 Scorerpunkte in 42 Einsätzen in der regulären Saison. Bis zu seinem dritten und letzten Jahr in der Liga steigerte sich Bloom auf 65 Punkte in 50 Spielen. In den Playoffs des Vorjahres, als die Black Hawks den J. Ross Robertson Cup der OHA gewannen, waren ihm 23 Punkte in 15 Partien gelungen.
Im Frühsommer 1972 wurde der Kanadier im NHL Amateur Draft 1972 in der ersten Runde an 16. Stelle von den Boston Bruins aus der National Hockey League (NHL) ausgewählt. Er wechselte daraufhin umgehend in den Profibereich, kam in den folgenden beiden Spielzeiten bis 1974 aber lediglich für die Farmteams der Bruins, die Boston Braves aus der American Hockey League (AHL) und die San Diego Gulls in der Western Hockey League (WHL), zu Einsätzen. Unerwartet blieb Bloom daher für den NHL Expansion Draft 1974 von Boston ungeschützt, sodass ihn die neu gegründeten Washington Capitals auswählten. Bei den Hauptstädtern debütierte der Angreifer zu Beginn der Saison 1974/75 in der NHL. Nach 67 Einsätzen und 26 Scorerpunkten wurde er jedoch im März 1975 im Tausch für Blair Stewart zu den Detroit Red Wings transferiert. Für die Red Wings lief der Offensivspieler bis zum Januar 1977 regelmäßig auf, ehe er zu den Kooperationspartnern Detroits abgeschoben wurde. Im restlichen Saisonverlauf lief Bloom daher für die Rhode Island Reds in der AHL sowie die Kansas City Blues in der Central Hockey League (CHL) auf, mit denen er am Saisonende den Adams Cup gewann – zugleich sein einziger Erfolg im Profibereich. Mit Beginn des Spieljahres 1977/78 stand der Stürmer im Kader des Nachfolgefranchises Kansas City Red Wings.
Nachdem Bloom die Spielzeit 1978/79 bei den San Diego Hawks in der Pacific Hockey League (PHL) verbracht hatte und keine Aussicht auf ein Comeback in der NHL gesehen hatte, wechselte er zur Saison 1979/80 nach Europa. Dort ließ er seine Karriere beim niederländischen Klub Utrecht Rheem Racers in der Eredivisie sowie dem EHC Olten aus der Schweizer Nationalliga B (NLB) ausklingen, ehe der 28-Jährige sich aus dem aktiven Sport zurückzog.

## Erfolge und Auszeichnungen
- 1971 J.-Ross-Robertson-Cup-Gewinn mit den St. Catharines Black Hawks
- 1977 Adams-Cup-Gewinn mit den Kansas City Blues

## Karrierestatistik
(Legende zur Spielerstatistik: Sp oder GP = absolvierte Spiele; T oder G = erzielte Tore; V oder A = erzielte Assists; Pkt oder Pts = erzielte Scorerpunkte; SM oder PIM = erhaltene Strafminuten; +/− = Plus/Minus-Bilanz; PP = erzielte Überzahltore; SH = erzielte Unterzahltore; GW = erzielte Siegtore; 1 Play-downs/Relegation; Kursiv: Statistik nicht vollständig)